# Orange du Cambodge
Espèce
L'Orange du Cambodge, en vietnamien Cam sành est un tangor, une grosse orange verte hybride entre mandarine et orange douce. Elle est originaire du Viêt-Nam et appartient au groupe des mandarines King (Citrus nobilis Loureiro = Citrus reticulata Swingle) créé par Webber en 1948.

## Dénomination
Elle est d'abord connue sous le nom de Cam Sang, en 1816 le Dictionnaire d'histoire naturelle écrit « CAM-SANG. Espèce d'orange qui croît dans le Tonquin, et qu'on regarde comme une des meilleures qui soient connues ». Le nom d'orange du Cambodge est mentionné en 1895 par le Bulletin du Muséum dans une étude de Guillaumin : Mandarine, King of Siam, Orange du Cambodge. En 1899, Le Dictionnaire annamite-français, article Cam Oranger, orange, cite : « Cam sành : le nom d'une grosse orange verte et rugueuse dite orange du Cambodge ». Le terme Sành, « terre cuite », pourrait provenir du fait que de la pulpe est souvent sanguine, couleur de terre cuite. 
Trois types d'oranges douces Trai cam sont mentionnées au Viet-nam : cam sành, orange du Cambodge ; cam hong mât, orange rouge sucrée ; cam tàu, orange de Chine. Paul Hubert (1912) la classe dans les Citrus nobilis connus en Annam sous le nom de cam sanh et la mandarine ordinaire sous celui de cam kuit ; la variété deliciosa est dite kuit-tau. Il indique qu'on la rencontre aussi en Cochinchine, qu'elle est non aplatie et plus grosse que la mandarine ordinaire.
Le tangor Kunenbo est parfois donné comme synonyme, il s'agit d'un fruit proche mais issu de C. maxima.

### Taxonomie
L'espèce C. nobilis a été discutée, un taxon orange-mandarine (C. nobilis deliciosa) a été proposé. Auguste Chevallier (1921, qui a travaillé avec Merrill) note à son sujet « C'est bien l'espèce décrite par Loureiro sous le nom de Citrus nobilis qui existe au Tonkin. Les fruits dépassent facilement huit centimètres de diamètre. L'embryon est blanc, non vert : aussi pensons-nous que des confusions ont eu lieu, quand on a vu dans cette orange une mandarine ». Tanaka le classe comme C. nobilis. De nos jours les citrus x nobilis sont synonymes de Citrus reticulata et on trouve aussi King considéré comme C. x aurantium.
Swingle considère King comme un tangor. Ce groupe d'hybrides qui a donné des cultivars appréciés et utilisés par les obtenteurs : orange Temple, Umatilla, Kiyomi (très utilisé au Japon), le Setomi (Yoshiura ponkan x Kiyomi), Ortanique, Murcott, Iyokan, Miyauchi, Othani iyo et le King of Siam. 

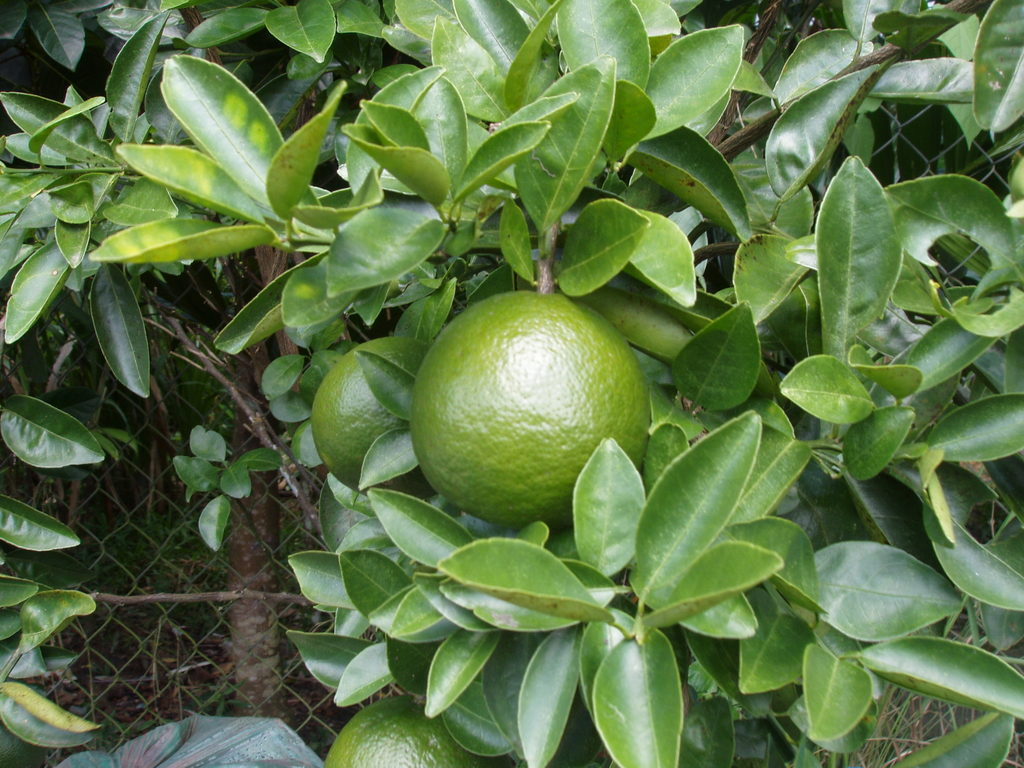
Orange du Cambodge - Cam sanh

### King
King of Siam est un cultivar (variété SRA 166) obtenu par semis à la suite de l'importation de graines d'un fruit envoyé de Saïgon en Californie (1880) par H.S. Magee. Eugène Poilane qui donne une description des oranges vietnamiennes indique que « Reine du Siam » est synonyme de Cam sành, d'où le nom en anglais, souvent réduit à King, mandarine King. Deux accessions sont référencées King Tangor CRC 303 et CRC 3845 dans la collection de Riverside.
King a été utilisée dans les croisements en vue de l'obtention de variétés nouvelles : Siamelo (King x C. paradisi) et aux USA les célèbres mandarine Encore (King x Willowleaf), mandarine Honey (King x Willowleaf), Kinnow et mandarine Wilking (King x Willowleaf).

## Description

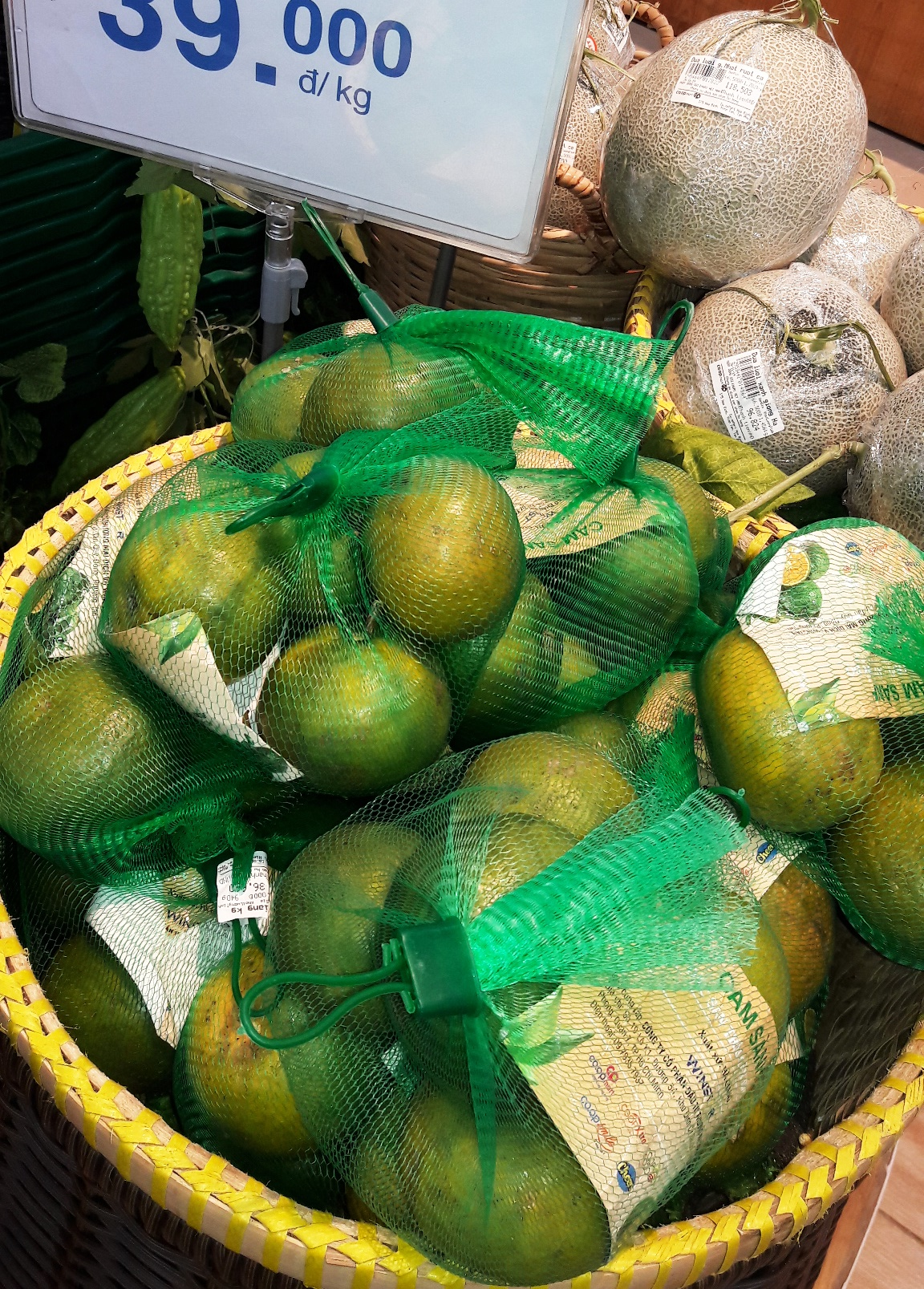
Sur un marché

L'arbre est de taille moyenne, inerme, avec des grandes feuilles. Il est productif et moyennement résistant au froid (moins que de nombreuses mandarines).
Le fruit est gros (150 à 250 g), 5 pépins ou davantage, avec une peau épaisse pour une mandarine, de couleur orange, rugueuse à parfois verruqueuse moins facile à peler que les mandarines habituelles. La pulpe est savoureuse. L'orange du Cambodge a besoin de chaleur pour que les fruits arrivent à maturité avec de bonnes qualités gustatives (en 1993, King of Siam avait donné un très bon résultat dans une étude de culture de mandarines en climat tropical, à Njombé).

### Culture in vitro
Do Tien Phat et al. ont obtenus d'excellents résultats dans la régénération par induction multi-pousses in vitro (2007).

### Utilisation
Outre la consommation en frais qui est promue (création d'une marque, stratégie de culture durable), on en fait au Viêt-Nam un cidre d'orange par fermentation du jus, en 2021 une sélection de levures visant à obtenir un cidre de bonne qualité a été publiée. 